# Antoine de Roquelaure

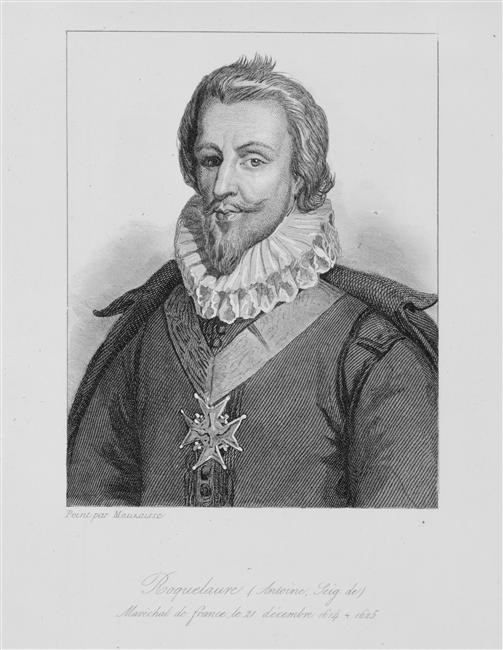
Antoine de Roquelaure, Marschall von Frankreich, Zeichnung von Louis Hercule Sisco (1778–1861), Musée nationale des châteaux de Versailles et de Trianon

Antoine de Roquelaure (* März 1543; † 9. Juni 1625 in Lectoure) war ein französischer Adliger und enger Freund von Henri de Navarre bzw. Heinrich IV. von Frankreich, sowie Marschall von Frankreich.
Er war Seigneur de Roquelaure, Gaudoux, Sainte-Christie, Mirepoix et de Montbert, Baron de Lavardens et de Biran.

## Leben
Als dritter Sohn von Géraud de Roquelaure, Seigneur de Roquelaure, Gaudoux, de Montbert et du Longart († 1557) und Catherine de Bezolles war Antoine de Roquelaure für den Kirchendienst vorgesehen. Beim Tod seines Vaters erbte er die Herrschaft Le Longart, quittierte den Dienst in der Kirche und trat in den militärischen Dienst Navarras. Der Tod seiner beiden älteren Brüder 1569 bei La Roche-Abeille bzw. Orthez machten ihn dann zum Erben der Familie.
Jeanne d’Albret, die Königin von Navarra, bildete nach dem Tod ihres Ehemanns Antoine de Bourbon, duc de Vendôme († 1562) um ihren Sohn Henri eine Gruppe von Adligen, die ihn am Hof von Nérac berieten,  darunter auch Antoine de Roquelaure, der das Amt des Lieutenant de la Compagnie des Gens d’armes du Roi de Navarre übernahm. Jeanne d’Albret schätzte den Seigneur du Longard so sehr, dass sie ihm den Teil des Lehens Roquelaure, das im Besitz der Krone Navarras war, überließ.
1572 begleitete er Henri nach Paris zur Hochzeit mit Margarete von Valois, 1576 war er bei dessen Flucht  anlässlich einer Jagd dabei. 1579 nahm er an der Eroberung von Eauze teil, 1587 an der Schlacht von Coutras. Auch als Henri 1589 König von Frankreich geworden war, begleitete er ihn in allen Schlachten (Arques, Ivry und Fontaine-Française) und war maßgeblich an der Konversion des Königs zum Katholizismus beteiligt.
Dies brachte ihm Verantwortlichkeiten und Vorteile ein, die ihn zu einer der wichtigsten Persönlichkeiten im Königreich machten. So war er ab 1589 Maître de la Garde-Robe du Roi, 1595 wurde er zum Chevalier des Ordres du Roi ernannt, dann Lieutenant-général du Roi für die Haute-Auvergne und Kapitän des Schlosses Fontainebleau, Seneschall und Gouverneur von Rouergue und Foix und schließlich am  15. Februar 1610 Lieutenant-général du Gouvernement de Guyenne, was ihn auch Bürgermeister von Bordeaux (1610–1611 und 1613–1617) werden ließ. Am 14. Mai 1610 saß Antoine de Roquelaure in der Kutsche, in der Heinrich IV. von François Ravaillac ermordet wurde.
Während der Regentschaft wurde er von Maria de’ Medici gebeten, rebellische Städte wie Nérac und Clérac an ihre Pflichten zu erinnern. 1614 ernannte sie ihn zum Marschall von Frankreich.
Er trat vom Amt des Gouverneurs von Guyenne zurück und behielt nur das des Gouverneurs von Lectoure, was es ihm ermöglichte, sich auf seine Güter zurückzuziehen. 1616 initiierte er den Bau des Château du Rieutort in Roquelaure für seine zweite Ehefrau, um 1620 die Wiederherstellung des Château de Lavardens, deren Fertigstellung er nicht mehr erlebte. In Lectoure gründete er eine Stiftung für ein Haus mit Garten für die Einrichtung des Karmelitinnenkonvents. Er verfasste sein Testament am 9. Mai 1625, starb am 9. Juni 1625 in Lectoure in der ehemaligen Burg der Grafen von Armagnac im Alter von 81 Jahren und 3 Monaten und wurde in der Kirche von Lectoure bestattet.

## Ehe und Familie
Am 9. Juni 1581 heiratete er Catherine d’Ornezan († 1601), Tochter von Jean-Claude d’Ornezan, Seigneur d’Auradé et de Noaillan, Gouverneur von Metz, und Brionette du Cornil, Witwe von Gilles de Montal, Baron de Roquebrou et de Carbonnières, von der fünf Kinder bekam:
- Jean-Louis († September 1610), Baron de Biran, Maître de la Garde-Robe du Roi (en survivance)
- Louise († 1610), ⚭ (Ehevertrag 1. September 1601) Antoine II. de Gramont (1572–1644), Comte de Gramont, 1643 Duc de Gramont, 1648 Pair von Frankreich,  Vizekönig von Navarra, die Eltern des Marschalls Antoine III. de Gramont (1604–1678)
- Rose; ⚭ 9. September 1601 François de Noailles (1554–1623), Seigneur de Noailles, Comte d’Ayen, die Eltern von Anne de Noailles (1620–1678), Comte d’Ayen, 1663 1. Duc de Noailles
- Catherine, Äbtissin in Rodez
- Marie († 1622); ⚭ (Ehevertrag 23 Juli/17. Dezember 1607) Jacques de Stuer de Caussade († 1671), Prince de Carency, Marquis de Saint-Mégrin, Comte de Vauguyon, Grand Sénéchal de Guyenne

Da er beim Tod seines Sohnes Louis 1610 keine männlichen Erben hatte, heiratete er am 15. August 1611 per Ehevertrag Susanne de Bassabat (* 1591; † 7. Juni 1652), Tochter von Béraud de Bassabat, Baron de Pordeac, Gouverneur von Verdun en Guyenne, und Catherine d’Hebrail, von der er weitere zwölf Kinder bekam:
- Tochter, 1616 Universalerbin ihrer Mutter
- Louis († 17. November 1635 ledig), Marquis de Roquelaure, Gouverneur de Lectoure
- Gaston-Jean-Baptiste de Roquelaure (* wohl 1614; † 11. März 1683), 1652 Duc de Roquelaure und Pair von Frankreich, 1679 Gouverneur von Guyenne; ⚭ 17. September 1653 Charlotte Marie de Daillon († 15. Dezember 1657), Tochter von Timoléon de Daillon, Comte du Lude, und Marie de Feydeau
- Jean-Louis, Comte de Roquelaure et de Beaumont († ohne eheliche Nachkommen); ⚭ Catherine, Dame de Bassabat, de Pordiac et de Lévis (seine Kusine), sie heiratete in zweiter Ehe Jacques-Théodore, Marquis d’Ornano (Haus Lévis)
- Antoine († jung), 1626 Malteserordensritter
- Jacques (* wohl 1618, † 7. November 1678 ledig), Marquis de Lavardens
- Armand († im Duell), Baron de Biran
- Louis († Metz), Regimentskommandeur
- Louise († 1674); ⚭ (Ehevertrag 20. Juli 1632) Alexandre de Levis, Marquis de Mirepoix (Haus Lévis)
- Catherine-Henriette; ⚭ Alexandre-Henri de Montluc, Marquis de Balagny
- Marie-Angélique (* 1623; † 13. Oktober 1678); ⚭ Jean-Jacques de Cassagnet, Marquis de Fimarcon
- Susanne († ledig)